# Aero Bravo
Pour les articles homonymes, voir Aero et Bravo.
Aero Bravo est une entreprise brésilienne de services et de négoce aéronautique fondée en 1993 à Belo Horizonte. Cette entreprise commercialise au Brésil des appareils ULM d’importation comme le Zenith Air Zenair CH-701 ou le Best Off Skyranger. Elle a également développé des produits originaux, comme le Bravo 700, dérivé du Skyranger.